# São José do Jacuri
São José do Jacuri este un oraș în Minas Gerais (MG), Brazilia.